# 托尔·黑斯塔
托尔·黑斯塔（挪威語：Tor Heiestad，1962年1月13日—），挪威男子射击运动员。他曾代表挪威参加1988年和1992年夏季奥林匹克运动会射击比赛，其中1988年奥运会获得一枚金牌。